# Floyd Heard
Floyd Wayne Heard (né le 24 mars 1966 à West Point (Mississippi)) est un ancien athlète américain, spécialiste du 200 m et du relais 4 × 100 m.
Sur 200 m, il a réalisé la meilleure performance de l'année 1986 lors d'un meeting à Moscou, en 20 s 12.
Le 3 août 1991, lors du meeting Herculis à Monaco, un meeting du Grand Prix au stade Louis-II, le « Santa Monica Track Club » (SMTC), entièrement américain et composé de Mike Marsh, Leroy Burrell, Floyd Heard et Carl Lewis, égale le record du monde du relais 4 × 100 m en 37 s 79.